# تئودور فان اوپن
تئودور فان اوپن یکی از اعضای اس‌اس آلمان نازی بود. وی که از جنایتکاران هولوکاست بود، به عنوان فرمانده اردوگاه کار اجباری «تربلینکای یک» در لهستان اشغالی در تمام طول عملیات آن اردوگاه خدمت کرد. بر خلاف اردوگاه پاکسازی تربلینکا (تربلینکای دو) که به موازات تربلینکای یک و زیر نظر مقام‌های عملیات راینهارد در برلین فعالیت داشت، تربلینکای یک تحت کنترل رهبر اس‌اس و پلیس در ورشو بود. اردوگاه کارگری در ۲۳ ژوئیه ۱۹۴۴، پیش از پیشروی شوروی برچیده شد. در آن هنگام، بیش از نیمی از حدود ۲۰٬۰۰۰ زندانی تاریخ اردوگاه در اثر اعدام‌های خودسرانه، گرسنگی، بیماری و بدرفتاری جان باخته بودند. نیروی کار معمولی شامل ۱۰۰۰ تا ۲۰۰۰ زندانی بود که توسط کارکنان حدود دوازده مرد اس‌اس و ۱۰۰ نگهبان واخمانر کنترل می‌شدند.

## نقش در هولوکاست
به دنیا آمده در دوسلدورف، اوپن پیش از جنگ جهانی دوم مدرک حقوق خود را همانند دیگر اعضای برجسته حزب نازی همچون هانس فرانک، رئیس دولت عمومی نیمه‌استعماری، به دست آورد. اوپن با شماره کارت ۴۵۲۸ به Schutzstaffel پیوست. پس از حمله به لهستان، او در تابستان ۱۹۴۱، پیش از گشایش رسمی اردوگاه که در نوامبر ۱۹۴۱ انجام شد، به سمت فرمانده تربلینکای یک ارتقا یافت. او بر ساختن پادگان‌ها و همچنین بالا بردن سیم خاردار به ارتفاع ۲ متر به دور محوطه نظارت داشت.
تربلینکای یک یک معدن شن و ماسه مجهز به ماشین آلات سنگین بود که برای تولید بتن و راه‌سازی به آن نیاز بود. پیش از اشغال توسط آلمان، این معدن بزرگ متعلق به صنعتگر لهستانی ماریان ووپوزینسکی بود که خط آهنی را که معدن را به کمربندی ماوکینگا گورنا-سوکوووف پودلاسکی متصل می‌کرد، ساخت. راه‌اندازی مکانی برای مجازات در آنجا ایده اشتورمبانفورر ارنست گرامس بود. این معدن در طی حمله آلمان به اتحاد جماهیر شوروی دارای اهمیت حیاتی شد و برای برنامه راهبردی راهسازی در اطراف مرز آلمان و اتحاد جماهیر شوروی، شوره‌سنگ تهیه می‌کرد.
اوپن از ۱۵ نوامبر ۱۹۴۱ (تاریخ تأسیس اردوگاه توسط فرماندار اس‌اس ورشو، دکتر لودویگ فیشر) تا هنگام بسته شدن آن در ۲۳ ژوئیه ۱۹۴۴، مسئول تربلینکای یک بود. او همکاری نزدیکی با اس‌اس و فرماندهان پلیس برای فرستادن یهودیان گتو ورشو در اوایل سال ۱۹۴۳ به اتاق‌های گاز تربلینکای دو داشت. او ادعا می‌کرد که از تبار اشرافی آلمانی-هلندی بوده و دوست داشت همسر و دو پسر کوچکش در لهستان اشغالی به دیدار او بروند. افراد بسیاری از اوپن ترس داشتند چرا که حتی زیردستان اس‌اس خود را برای مجازات به دلیل کوچکترین تخلفات به جبهه شرقی می‌فرستاد. او باغی در کنار خانه‌اش ساخت که دارای حوضچه و مرغان آبی بود.
اگرچه گزارش‌ها اوپن را مردی دارای آداب معرفی کرده‌اند،[۴] با این وجود وی به سادیست بدنام تشبیه شده‌است که اغلب خود بشخصه زندانیان را اعدام می‌کرد، و به نوشته فرانچیشگ زامبتسکی، سوزنبان فطار لهستانی، «زندانیان را چنان هدف گلوله قرار می‌داد، انگار [آن‌ها] کَبک بودند». زندانیانی که در شیفت‌های ۱۲ تا ۱۴ ساعته کار می‌کردند، سوپ آبکی برای صبحانه، سوپ مشابه برای ناهار و نوشیدنی دانه‌های بوداده با نان چاودار برای شام دریافت می‌کردند که هر نان میان ۱۰ تن از ایشان تقسیم می‌شد. در طول برچیده شدن اردوگاه، حدود ۵۰۰–۷۰۰ زندانی توسط اس‌اس در جنگل اعدام شدند و تمام سازه‌ها به آتش کشیده شدند. خوش‌شانسی اوپن کمی پس از آن به پایان رسید. او در اواسط دسامبر ۱۹۴۴ توسط پارتیزان‌های لهستانی که در جاده کمین کرده بودند، در نزدیکی ینجه‌یوف کشته شد؛ او از ماشین پیاده شد و تا روستای لیپوفکا پیاده دوید و در زیر انبوهی از یونجه خزید. پارتیزان‌ها محل پنهان شدن وی را با مسلسل تیرباران و تنها از اسنادی که بر روی جسد وی یافتند وی را شناسایی کردند.